# Menhir de la Fontaine Saint-Gré
Le menhir de la Fontaine Saint-Gré est un menhir situé à Avrillé, dans le département français de la Vendée.

## Menhir
Il est inscrit au titre des monuments historiques en 1988. Il mesurait un peu plus de 2 m de hauteur et était encore debout au début des années 1980. Désormais brisé, il gît au sol près du bassin côté est, sa base étant encore enfoncée dans le sol. Il comporterait une cupule sur sa face ouest dont l'authenticité n'est pas avérée.
Sept autres menhirs ont été signalés dans les environs immédiats, ainsi qu'un polissoir découvert en 1931. Ces menhirs ont été déplacés, détruits ou sont disparus hormis le menhir du Pré de Saint-Gré, visible au-bord du chemin menant à la fontaine, qui mesure environ 2 m de hauteur. 

## Fontaine Saint-Gré
Le site correspond à un affleurement de granite porphyroïde qui a été exploité pour l'extraction des monolithes. La nappe phréatique superficielle a fini par inonder la cavité créée par l'extraction des blocs. Le site se présente désormais comme un bassin encadré par des rochers côtés ouest et est formant deux margelles et traversé au centre par un banc rocheux médian. Le fond du bassin est parcouru de plusieurs diaclases. Côté nord, un lavoir fut aménagé.

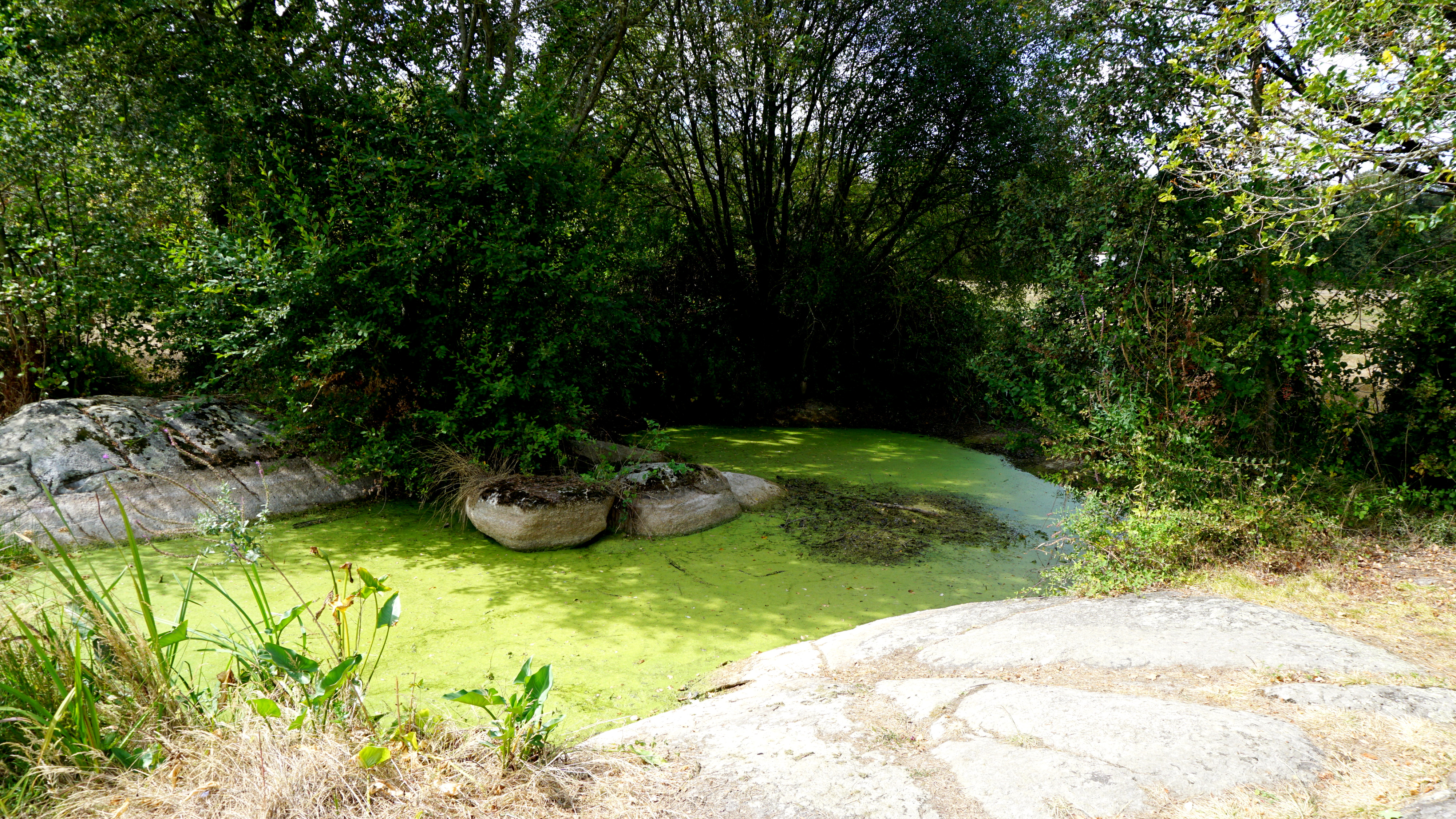
Le bassin

Hors saison sèche, une source suinte depuis une fissure dans le rocher, appelé le Rocher de Saint-Gré selon Marcel Baudouin, et s'écoule dans une cuvette (environ 15 cm de diamètre sur 5 cm de profondeur) creusée dans le rocher, dénommée la Fontaine Saint-Gré dont le trop-plein s'écoule dans le bassin. Pour en faciliter l'accès, trois marches ont été creusées et un anneau en fer (désormais brisé) fut scellé dans le rocher, initialement pour fixer un tronc d'offrande à Saint Pierre puis pour y installer un cordage. Ces aménagements dateraient du milieu du XIXe siècle. 
La fontaine était anciennement dénommée Fontaine de la Dame, une Dame Blanche y apparaissant la nuit pour y laver son linge. Cette légende n'apparaît qu'à la fin du XIXe siècle. Le site faisait alors l'objet d'un pèlerinage le jour de la Saint Pierre (29 juin), Saint Pierre étant le patron de l'église d'Avrillé. Le site était dédié à la Vierge Marie dont le rocher conserverait l'empreinte du pied juste au-dessus de la cuvette constituant la fontaine sous la forme d'un léger creux. L'eau devait être prélevée entre minuit et le lever du jour. On buvait l'eau de la fontaine qui avait le pouvoir de soigner l'asthme et les difficultés respiratoires. Les mères prélevaient aussi l'eau dans la cuvette pour la faire boire aux enfants qui tardaient à apprendre à marcher. Le pèlerinage perdura jusqu'à la fin du XXe siècle. En 2004, l'ancien maire d'Avrillé racheta le site et en fit don à la commune.